# César Chávez
César Estrada Chávez, född 31 mars 1927 i Yuma, Arizona, död 23 april 1993 i San Luis, Arizona, var en amerikansk jordbrukare, facklig ledare och medborgarrättskämpe. Han kombinerade vänsterpolitik med katolsk samhällslära och är bland annat känd för att tillsammans med Dolores Huerta ha grundat National Farm Workers Association, som senare kom att bli United Farm Workers.
Chávez födelsedag är en helgdag i åtta amerikanska stater.

## Biografi
Chávez föddes i Yuma i Arizona i en mexikansk amerikansk familj. Han började sitt yrkesliv som manuell arbetare innan han tillbringade två år i USA:s flotta. När han flyttade till Kalifornien, där han gifte sig, engagerade han sig i Community Service Organization (CSO), genom vilken han hjälpte arbetare att registrera sig för att rösta. 1959 blev han CSO:s nationella direktör, en position baserad i Los Angeles. 
1962 lämnade han CSO för att vara med och grunda NFWA, baserat i Delano, Kalifornien, genom vilket han lanserade ett försäkringssystem, en kreditförening och tidningen El Malcriado för lantarbetare. Senare samma årtionde började han organisera strejker bland lantarbetare, framför allt den framgångsrika druvstrejken i Delano 1965–1970. År 1967, mitt i druvstrejken, slogs hans National Farm Workers Association ihop med Larry Itliongs Agricultural Workers Organizing Committee (AWOC) och bildade United Farm Workers (UFW). 
Påverkad av den indiske självständighetsledaren Mahatma Gandhi, betonade Chavez direkta men ickevåldsamma taktiker, inklusive strejkvakter och bojkotter, för att pressa gårdsägare att bevilja strejkens krav. Hans kampanjer var genomsyrade med romersk-katolsk symbolik, inklusive offentliga processioner, mässor och fastor. Chavez fick mycket stöd från arbetar- och vänstergrupper men övervakades av FBI.
I början av 1970-talet försökte Chavez utöka UFW:s inflytande utanför Kalifornien genom att öppna filialer i andra amerikanska delstater. Han såg papperslösa invandrare som en viktig källa till strejkbryteri och han drev också en kampanj mot irreguljär invandring till USA, vilket genererade våld längs gränsen mellan USA och Mexiko och orsakade schismer med många av UFW:s allierade. 
Intresserad av kooperativ som en form av organisation, etablerade han en avlägsen kommun i Keene. Chavez ökade isolering och betoning på kompromisslöst kampanjande stötte bort många jordbruksarbetare i Kalifornien som tidigare hade stöttat honom. 1973 hade UFW förlorat de flesta kontrakt och medlemskap som det vann under det sena 1960-talet. Chavez allians med Kaliforniens guvernör Jerry Brown hjälpte till att säkerställa antagandet av California Agricultural Labor Relations Act från 1975, även om UFW:s kampanj för att ändra Kaliforniens konstitution misslyckades. 
Medlemskapet i UFW minskade på 1980-talet, där Chavez åter fokuserade på kampanjer mot bekämpningsmedel och gick in i fastighetsutveckling, vilket skapade kontroverser för hans användning av arbetare som inte var fackligt organiserade.

## Eftermäle
Chavez är och var starkt sammanlänkad med den rörelse han ledde.  
Sedan hans död har det varit en kamp för att definiera hans arv. Chavez var ofta en kontroversiell figur. Kritiker av UFW tog upp Chavez auktoritära kontroll av facket, utrensningarna av dem han ansåg illojala och den personkult som byggdes runt honom. Gårdsägare kallade honom för en kommunistisk rebell. Han var samtidigt en ikon för organiserade arbetar- och vänstergrupper i USA och blev postumt ett "folkhelgon" bland mexikanska amerikaner.  
Hans födelsedag är en federal minneshelg i flera delstater i USA, medan många platser är uppkallade efter honom, och 1994 fick han postumt Presidentens frihetsmedalj. Som ett tecken på Chavez varaktiga inflytande lånade Barack Obama Chavez slogan Si, se puede (”Yes, we can”) under presidentvalet i USA 2008.
Asteroiden 6982 Cesarchavez är uppkallad efter honom.